# 劇場版 仮面ライダーキバ 魔界城の王
『劇場版 仮面ライダーキバ 魔界城の王』（げきじょうばん かめんライダーキバ　まかいじょうのおう）は、2008年8月9日より東映系で公開された、日本の映画作品。特撮テレビドラマシリーズ「平成仮面ライダーシリーズ」の『仮面ライダーキバ』の映画化作品にあたる。同時上映作品は『炎神戦隊ゴーオンジャー BUNBUN!BANBAN!劇場BANG!!』と『モモタロスのまっかっか城の王』。
キャッチコピーは「古代王に挑むff空中大戦」。

## 概要
本作品は、テレビシリーズとは一部の設定、キャラクターの立ち位置などが異なるパラレルワールドとして描かれていると共に、テレビシリーズに先行した新キャラクターの登場（本作品ではキバ飛翔態）も再び盛り込まれるなど、前年とは趣を異とした作品作りが志向された。監督はテレビシリーズのパイロット版を手がけた田﨑竜太、脚本は同じくメインライターを務める井上敏樹がそれぞれ担当。また劇場版特撮ドラマ初の試みとして、劇場版のストーリーと連動したスピンオフムービーが、パソコンや携帯で配信された（後述）。
配役面では、芸人の堀内健（ネプチューン）がアークを演じることが大きく報じられた他、タレントのギャル曽根が出演。特撮経験者からは、昭和仮面ライダーへも度々参加していた新堀和男が仮面ライダーアークのスーツアクターを担当、さらに前作『仮面ライダー電王』のレギュラー陣がゲスト出演し、関俊彦を初めとする声優陣も俳優として顔出し出演している。声優陣が演じた各登場人物には、『電王』にて演じたキャラクターを髣髴させる描写も盛り込まれている。

## あらすじ
人間を守るためにファンガイアと戦う紅渡＝仮面ライダーキバは、文部科学省から依頼された該当地区民生委員の勧めで、高校生活を始めることとなる。そんな時、ファンガイアを凌ぐ強敵レジェンドルガが現れた。
窮地に陥る中、渡は謎の戦士仮面ライダーレイこと白峰天斗に助けられ、辛うじて難を逃れる。「素晴らしき青空の会」の調査により、レジェンドルガたちが活動を開始したのは22年前に彼らの王であるロードが復活したことが原因と判明し、渡はそれを阻止すべく過去へ飛ぶ。1986年へ辿り着いた渡は偶然にも自身の父紅音也と遭遇、自分が息子であることを音也に信じてもらえないながらも、何とか協力してロードの復活を阻止する。しかし、歴史が修正されたはずの2008年に戻った渡を待ち受けていたのは、レジェンドルガと化した人間による襲撃であった。

## 登場人物
詳細は仮面ライダーキバの登場キャラクターを参照。ファンガイア側の主要人物であるチェックメイトフォーは本作品には登場しない。

### 本作品オリジナルの登場人物
白峰 天斗（） / 仮面ライダーレイ
3WAに所属する青年。常に自身の爪を研いで手入れをしている。音也を「伝説の男」と尊敬する一方で、かつての同僚だった名護を軽視しており、名護からも苦手意識を向けられている。打倒レジェンドルガのために「素晴らしき青空の会」と共同戦線を張るも、前述した名護との関係性もあり、あまり協力的な姿勢ではない。
実は裏でレジェンドルガと結託しており、レイの変身能力を得る力を欲するだけのために、身も心も人間では無くなっている。最期は名護＝イクサに倒され、自身の敗北を認められないまま爆死した。
- 演者である山本は、後にテレビシリーズにも別の役柄（登太牙役）で出演している。役作りのイメージは、『ゴクウ』の主人公。髪型は、エクステにするという案もあったが、レイをイメージした内巻きの鬘になった。レイを意識して頬にはシャギーを入れており、爪を強調したレイであるため、爪にはスカルプチャーをつけている。

レイキバット
白峰のパートナーで、レイへの変身端末も兼ねる小型ロボット。キバット族を模したデザインであり、白を基調としたカラーリングが施されている。自己管理を自律的に行うシステムを組み込んだ自立型コンピューターを備えており、人造ライダーシステムに適した人間をレイへと変身させる端末の役割を果たす。雪のような冷静さと情熱を併せ持った性格にインプットされており、戦いでは知略を張る参謀としてレイの戦闘アドバイザーとして機能する他、敵を瞬時に氷結させる冷凍弾ブリザードミストを発射する。決め台詞は「行こうか。華麗に激しく」。

杉村 隆（） / 仮面ライダーアーク
関東西刑務所に収容されている受刑者。凶悪犯と称されながらも臆病な性格であり、レジェンドルガに遭遇して失禁してしまうこともあったが、反面窮地に追い込まれた際には劇的なまでの豹変ぶりを示す。
22年間全く容姿が変わらず、また度重なる死刑執行を経ても生存していることから、「素晴らしき青空の会」からはファンガイアではないかと疑われていた。この不老ぶりは1986年の時点で依代としてレジェンドルガの王である「ロード」に憑依されたことに起因するものであり、これにより人間の時でも複数の警官を吹き飛ばす衝撃波を放てるようにもなっていた。
後に現代編で脱獄し、名護と渡の尽力も空しく魔界城へと入城を果たす。これによりロードは完全復活を遂げ、杉村の人格も完全に消滅。以降はレジェンドルガの王としての冷酷な性格が前面に現れるようになった。

アークキバット / メカキバット
ロードに仕えるメカニカルモンスターで、アークへの変身ツールでもある。アークを管理制御し、力を覚醒させる。レイキバット同様のメカニカルモンスターだが変身機能を持つのみであり、明確な自我は存在しない。そのため劇中ではほとんど喋らず、喋り方も非常に頼りない。
メカキバットは、アークキバットがウエイクアップフエッスルを吹くことにより封印を解いたアークキバット本来の姿であり、封印が解かれると同時に外装の仮面が外れ、機械的な内部構造が剥き出しになる。

机 なつき（）
編入した渡の隣の席になった生徒。渡が学校に順応できるよう、積極的に彼を引率する。自分よりも仕事を優先していた母親を毛嫌いしており、そのためかバイオリンの話題に関しても消極的。渡との縁からか、カフェ・マル・ダムールでバイトを始める。

机 なつみ / 榊原 とわ（）
1986年時点でバイオリン演奏者として活躍していた女性で、「榊原とわ」は芸名。なつきの母親でもあるが、2008年時点では既に故人となっている。彼女が22年前に刑務所で行った慰問ライブが、本作品における一連の事件の発端となる。

## 仮面ライダー
当劇場版限定の仮面ライダーとして、仮面ライダーレイと仮面ライダーアークの2人が登場する。
『仮面ライダーキバ』は西洋モンスターを着想元とした物語なので、劇場版ライダーの制作にあたっても、そのモチーフにモンスターを入れることはスタッフ間の共通認識だった。ミイラ男やメデューサの名が挙がり、ゾンビをアレンジした結果として骸骨戦士というものも考えられたが、骨モチーフは不吉に過ぎるため廃案となった。また、古代エジプトに題材を求めて、ガルルのライバル的な「アヌビスセイバー」を振るう狼男ライダーという案も出たが、決め手に欠けるため実現しなかった。
多くのモンスターの名が浮かんでは消えていき、やがて「悪魔」と「雪男」の2つが残った。どちらもモチーフとしては曖昧であり、実際のデザインに落とし込む作業も難航したが、「仮面ライダーキバの『牙』に対して、『角』と『爪』はどうだろう」という意見が出たことで、具象化の方向性が決まった。2体のカラーリングは、それぞれ黒と白にすることで対比させている。

### 仮面ライダーレイ
モンスター討伐組織「3WA」が開発した人造仮面ライダーシステムで、3WAに所属する白峰天斗が変身する。仮面ライダーキバを研究して造られているが、近代技術の粋を凝らしたメカニックスーツなのでアクティブフォースなどは必要とせず、小型ロボットのレイキバットがシステムの中枢を担う。またキバ以外に、巨大な爪と冷気属性を備えたギガント族の力も取り入れられている。その戦闘能力は、軍隊一個小隊に匹敵すると言われている。
変身に際しては、レイキバットを呼び出した白峰が「変身」と発声すると、レイキバットが自らベルトのバックル部に納まる。すると巨大な雪の結晶が出現し、さらに雪が舞い散る中で鎧が装着されて、変身完了となる。なお、劇中では3度変身が行われているが、白峰の取るポーズは毎回異なっていた。
黒いアンダースーツ・ブリザードメイルは、仮面ライダーキバのドランメイルを人工的に再現した物。強化合成繊維パーフェクトシンセティックでできており、灼熱や極寒などの過酷な環境下でも快適な活動を可能とする。その上にまとう白い装甲ブリザードアーマーは、イクサプラチナと同等の硬度を持つ超合金スノーホワイトメタル製で、紙のように軽いが、対戦車砲の直撃に耐えるほど衝撃に強い。
白い毛の生えた胸部センサーヘアラングは周囲の環境を調査するための器官であり、温度・湿度・酸素濃度などを瞬時に計測する。得られた情報は内部のパワードラングへと伝えられ、スーツのコンディション調整に用いられる。両肩ブロウニングショルダーには金色の爪が備わっており、9tの握力で敵を拘束するほか、槍のように伸ばすことも可能である。両手ブリザードハンドの掌には、無数の穴ブリザードホールがあり、レイキバットが生成したブリザードミストを発射できる。
青い複眼を備えた仮面レイ・ペルソナには、無数の接続端子が毛細血管のように組み込まれており、装着者の意思をスーツに伝達する。額には、赤い人造魔皇石が据えられている。また後頭部には、胸部同様にセンサーヘアが生えている。
3WAはレイのほかに、灼熱の力や光の力を使う人造仮面ライダーを複数開発していたが、いずれも完成に至っていない。また、唯一の成功例とされるレイすらも、実はレジェンドルガ族の力を借りなければ変身できない代物であったことが、劇中で明かされた。
- モチーフはイエティと、シロクマ[7]。爪が大きな「仮面ライダーツメ」としてデザインされた[6]。名前の由来は「冷」から[7]。
- 頭部の造形は半首（はつぶり）を参考にしている[7]。また、石ノ森章太郎のキャラクターの系譜に連なる存在として、両目から垂れる「涙ライン」が引かれている[7]。
- デザイナーは「敵ボスの手下っぽい」と考えて怪人寄りに描いたため、後になってメカライダーという設定になったことに驚いていた[7]。

ツール
レイキバット
キバット族を模して造られた、コウモリ型ロボット。レイへの変身に必要なアイテムである。
ブリザードミストを放つことができる。また、戦闘中にアドバイスを与えることもある。
- 企画段階の仮称は「ダンディキバット」で、葉巻をくわえてブランデーグラスを揺らすような、大人びたイメージだった。

ウエイクアップフエッスル
ギガンティック・クローの封印を解くための、専用フエッスル。
- 「物語のキー」という意味を込めて、表面には鍵が造形されている。

ギガンティック・クロー
ギガント族の爪を模して造られた、両腕に装備する武器。左右それぞれに、人造魔皇石を3個ずつ備えている。
暴発を防ぐため、普段はスノーホワイトメタル製のカテナ（鎖）で厳重に封じられている。使用の際は、レイキバットのウエイクアップコールを受けて出現する。
技
ブリザードミスト
マイナス200℃に達する冷気を放って攻撃する。
ブリザードクロー・エクスキューション
ギガンティック・クローを何度も振り下ろして、敵を切り裂く。破壊力28tを誇る、レイの最強技である。

### 仮面ライダーアーク
レジェンドルガ族のロードが、「アークの鎧」をまとった姿。3メートルを超える巨体を誇り、その圧倒的な力は仮面ライダーキバを凌ぐ。またジャンプ力に至っては「無限」であり、これは仮面ライダーシリーズ中でも仮面ライダースーパー1と並ぶ最高位である。
ロードは数百年前の戦いで仮面ライダーダークキバに敗れて地の底深くに封じられ、長い眠りについていた。後年その土地には人間によって関東西刑務所が建てられ、1986年に死刑囚の杉村隆が脱獄を試みた折、封印の棺を発見した。ロードの実体については不明だが、杉村が棺に触れたときに変身後のアークに酷似した姿で現れ、彼に憑依した。
そして2008年、杉浦はロードとして覚醒し、数百年ぶりの活動を再開した。彼が右手を前にかざして「変身」と発声すると、「アークの鎧」の制御用に造られたメカニカルモンスター・アークキバットが飛来し、ベルトのバックル部に納まる。すると杉浦の体が宙に浮遊し、現れた紋章が体を通過すると、鎧が装着されて変身完了となった。
インナースーツ・デモンメイルは黒龍ガオーラ・ドランの皮膚でできており、その点は仮面ライダーキバのドランメイルと同じだが、幾層にも重ねてあるため防御力で勝る。その上にまとう黒い装甲デモンアーマーは、「キバの鎧」に使われているルシファーメタルよりも硬いアークメタル製で、約6000℃の高熱や絶対零度に近い低温にさらされても劣化しない。鎧には多数の刻印アークトライバルが刻まれており、そこから魔皇力の余剰エネルギーを放出して自壊を防ぐとともに、魔皇力のバリアーを生成する。
肩にはアークメタル製の保護具ショルダーホーンがあり、鋭く尖った先端でショルダータックルの威力を上げる。胸部には闇の無限空間ウルティマブラックホールへと通じる口デッドクラッシャーが備わっており、標的を一瞬のうちに飲み込むことができるが、アーク自身も飲まれてしまう危険があるので、普段はカテナ（鎖）によって封じられている。
仮面アーク・ペルソナの黄色の目に見入られた者は、戦意を喪失してしまうという。額には、緑色の魔皇石が据えられており、装着者の魔皇力を数倍から数十倍に増幅させる。頭部からは2本の曲がった角が伸びている。
- 「仮面ライダーツノ」としてデザインされたため、とにかく角が大きく造形されている[6]。モチーフには、子どもにも分かりやすいように擬人化した虫歯菌が取り入れられているほか[17]、『アンパンマン』の登場キャラクター・ばいきんまんの雰囲気も意識されている[6]。
- 3.2mという中途半端な大きさは、「ライダー世界の巨大な敵」として観ている人に薄気味悪さや嫌悪感を生ませている。また、キバとの対比は『北斗の拳』のケンシロウとラオウをイメージしている[3]。
- 『パワーレンジャー』などで使用されていた特殊なレンズを用いて手前にアークを置くことで遠近感を潰して巨大に見せたり、デジタル合成などを主体としてキバとの戦闘シーンを撮影している[3]。

ツール
アークキバット
資格のある者を仮面ライダーアークへと変身させる、メカニカルモンスター。姿はキバット族に似ているが、あくまで機械であり、自我は備わっていない。
アークがレジェンドアークへ変身するときは、メカキバットへと変化する。
- 企画段階の仮称は「タヌキバット」で、普段はタヌキのようにとぼけた顔をしているが、上下逆さまにすると骸骨のような恐ろしい容貌に見える。

ウエイクアップフエッスル
レジェンドアークへ変身するための、専用フエッスル。
アークトライデント
4メートル近い長さの、三つ又の槍。振るえば地球上のあらゆるものを粉砕し、地に突き立てれば天変地異を巻き起こすという。
劇場公開版では使用シーンがカットされ、ディレクターズカット版のみの登場となった。
- 使い手のアークがばいきんまんのイメージなので、武器はフォークのつもりでデザインされた。
- 造形物は、テレビシリーズのシルクモスファンガイアの武器に流用された。

技
光弾
額の魔皇石から発して、敵を攻撃する。
洗礼
レジェンドルガの洗礼を浴びせて自らのしもべとするために、紅渡を強制的にキバ 飛翔態へと変えた。

#### レジェンドアーク
アークが、月に寄生していた巨大な目のような存在月の眼（）の力を取り込んで、ウエイクアップした真の姿。背中からは、新たに翼と巨大な2本の腕が生えている。
飛行能力が加わったことでキバ 飛翔態と空中戦を繰り広げ、翼からの光弾と、巨大な腕からのパンチで苦しめた。
必殺技は、巨大な光弾を胸部のウルティマブラックホールから放つウルティマデッドエンド。その威力は120tに及ぶ。

## 怪人

### ファンガイア族
ファンガイア族は人間のライフエナジーを「最高の食料」と称して捕食することで生きる種族である。本作品に登場する2体とも、真名については関連書籍においても言及されていない。ファンガイアそのものの詳細は仮面ライダーキバ#ファンガイア族を参照。

アントライオンファンガイア
現代に出現したファンガイア。アリジゴクを彷彿させるインセクトクラス。大古代展に居合わせた西洋風の男性に化けており、イクサ（名護）の攻撃を受け敗北するも、マミーによってレジェンドルガと化し、後にキバに倒された。
- スーツはテレビシリーズに登場したイヤーウィッグファンガイアの頭、シープファンガイアのボディを流用・改修している。

ゼブラファンガイア
過去編に出現したファンガイア。シマウマを彷彿させるビーストクラス。口から衝撃波を放つ。人間態は三条という名の看守。
とある事情で収監された音也に騙された上、脱出の際に不意打ちを喰らったことで正体を現し襲いかかるも、音也が変身したイクサに倒された。皮肉にもこの出来事がきっかけとなり、修正されたはずの歴史が元に戻るという結果を招いてしまった。
- スーツはテレビシリーズに登場したホースファンガイアの上半身、ライノセラスファンガイアの下半身を流用して色変えしている。現場判断で色が変えられたため、デザイン画とは色味が異なる。

### レジェンドルガ族
最凶最悪の魔族として、他の魔族からも恐れられる異形の種族。人間の恐怖の悲鳴を何事にも代えがたい「最高の音楽」と称して嗜好し、これを聴くことを最高の快楽とする。世界各国の伝説に登場する、様々なモンスターに酷似した多種多様な姿を持ち、植物のような意匠が共通して見られる。
戦闘能力自体もファンガイアから恐れられるほどであるが、種族としての最大の特徴にして、その真の脅威は種族特有の繁殖能力にこそある。襲った対象を洗脳し、レジェンドルガに変えることで同族を増やす能力を有しており、その対象は人やファンガイアのみならずあらゆる魔族に及ぶ。またレジェンドルガ化した者は、掌から蛇や包帯を出現させて触手のように操る能力を備え、さらにしばらくすると胎児のように体を丸くし、終には「月の眼」の影響により完全なレジェンドルガとなる。もっとも同族化が初期症状であれば元に戻る可能性も残されており、実際ラストでロードを始めとするレジェンドルガが全滅したのに伴い、レジェンドルガ化した人間も全て元に戻っている。
遥かな昔、世界の覇権をめぐってファンガイアと熾烈な戦争を繰り広げ、一時はファンガイア軍を窮地に陥れるまでに至った。しかし完成直後のダークキバを纏ったキング（過去編）によって戦局は一変、対レジェンドルガ用のシールフエッスルにより長であるロードが封印され、残りの同族もウエイクアップ3「キングスワールドエンド」によりほぼ全てが殲滅された。ファンガイアは戦争に勝利するも、多くの同胞を失いほぼ痛み分けの勝利であった。
- アームズモンスターがいずれも西洋妖怪をモチーフにしていることから、敵もメデューサやミイラ男などの西洋妖怪にすることで、『西洋妖怪大戦争』という体裁を採っている[3][22]。

マミーレジェンドルガ
ミイラ男の伝説の元となった怪人で、大古代展に展示されていた化石から復活した。全身数カ所にあるコントロールデスマスクを付着させた標的を、同族にする能力を持つ。レジェンドルガの中ではトップクラスの実力を持っているため、パワーに長けており、体の包帯で拘束した相手を叩きつける豪快な攻撃のほか、顔面から衝撃波を放つ。各デスマスクの頭髪は青い薔薇状になっている。音也が変身したイクサに倒された。
- デスマスクは複数のミイラの集合体というイメージで最初から付いていた。バラのような飾りは植物の要素を取り入れたわけではなく、他の3体との統一感を持たせるために追加された。

メデューサレジェンドルガ
メデューサの伝説の元となった怪人で一族の紅一点で、リーダー格。サヤカという若い女性のような人間態を持つが、その本性は凶悪にして残虐である。両腕の毒爪は体内に流れているキングコブラの20倍に相当する猛毒を流し込み、一撃で相手を仕留める。また大食漢であり、頭部から伸びる毒蛇による噛み付きは相手への攻撃のみならず、相手をレジェンドルガ化させる用途にも用いられ、全身の毒蛇を伸ばすことで敵の動きを封じる。植物状の意匠は胸元や肩に見られる。麻生親子が変身したイクサに倒された。
- メデューサは蛇が髪の毛になっており、造形だとただの塊になってしまうため、大きな頭のみを置き、穴を空けてCGエフェクトなどでウジャウジャと蛇を出すようにしている。レース模様と蛇のウロコを全体的にリンクさせている。植物の要素が当初はなかったため、ヒガンバナなどのイメージを追加させている。

マンドレイクレジェンドルガ
マンドレイクの伝説の元となった怪人で、唯一言語能力を持たない。全身にある伸縮自在の数十本ものの蔦を伸ばして相手に巻き付け窒息死させるほか、周囲に瞬時に植物を張り巡らせ、自身に有効な戦場に変える能力を持つ。また腹部にある顔からは敵を錯乱状態にする大音響の叫び声を発する。ブロンブースターで倒された。
- 名前は同じ植物モチーフのマンドラ坊やと重複しないよう「マンドレイク」となった。葉のシルエットは下向きに広がらせている。

ガーゴイルレジェンドルガ
ガーゴイルの伝説の元となった怪人で、身体の各部には紅葉が張り巡らされている。ドッガの装甲にも匹敵する岩のような表皮の擢んでた防御力とレジェンドルガ最速のスピードの持ち主で、その特性を活かし自ら前線で仲間の盾になる。他のレジェンドルガと同様に、襲った相手をレジェンドルガ化させる能力も有する。
レイのブリザードクロー・エクスキュージョンによって処刑された。
- ガーゴイルはゴシック建築に見られる元となった怪物ではなく、像そのもののイメージとなっているため、スッキリとした表面の怪人が改造された。シンプルな立て板や窓飾りのような形状を裾状に付けることで石柱のような印象にしている。夏蔦を絡めてより建築物っぽさを出している。

## 登場組織
3WA（）
白峰天斗が所属する、対レジェンドルガ組織。3WAは略称であり、正式名称はWorld Wide Wing Association。「素晴らしき青空の会」同様、人間に害をなすモンスターの殲滅を目的としているが、両者の間に協力関係はなく、互いの存在も辛うじて認識している程度の機密性を保っている。
青空の会よりも13魔族の情報に精通しており、その研究成果の一つとしてファンガイアやギガント族を始めとした、モンスターの力やキバの技術をフィードバックしたライダーシステムを開発。その唯一の成功例が仮面ライダーレイである。

魔界城
劇中でレジェンドルガが居城とする建造物。森を抜けた断崖絶壁の上に位置し、謁見の間にはロードが鎮座する巨大な玉座が設けられ、地下牢なども備えられている。
タイトルバックでは最も高い塔の部分に、巨大な目が存在する。

森羅学園
渡が通うことになった高校。サッカー部や将棋部を始めとした部活動が精力的に活動しているが、バイオリンを扱う部活動は存在しない。
ラストの演奏会のシーンでは、一般公募のエキストラが観客・生徒として参加している。

## キャスト
杉村隆を演じる堀内は、仮面ライダーが好きで、「あの人がライダーなの？」というような意外性や脱力系のある人物という条件から起用された。
サヤカ役のギャル曽根は、カメオ出演のため、話題性のある人物ということで起用された。
- 紅渡 - 瀬戸康史
- 紅音也 - 武田航平
- 名護啓介 - 加藤慶祐
- 麻生恵 - 柳沢なな
- 麻生ゆり - 高橋優
- 襟立健吾 - 熊井幸平
- 野村静香 - 小池里奈
- 次狼 - 松田賢二
- 力 - 滝川英治
- ラモン - 小越勇輝
- 白峰天斗 - 山本匠馬
- 机なつき - 岡本玲
- 榊原とわ（机なつみ） - 杏さゆり
- 刑務官 - 岡野友信
- 婦人警官 - 川西美智子
- サヤカ - ギャル曽根
- 木戸明 - 木下ほうか
- 嶋護 - 金山一彦
- 杉村隆 - 堀内健
- 警官 - 高岩成二[25][26][注釈 5]、伊藤教人[25][注釈 5]
- 救急隊員 - 岡元次郎[25][注釈 5]、おぐらとしひろ[25][注釈 5]
- 刑務官 - 永徳[25][注釈 5]

### 声の出演
- キバット - 杉田智和
- タツロット - 石田彰
- レイキバット、アークキバット - 若本規夫
- マミー - 大川透
- メデューサ - 篠原恵美
- ガーゴイル - 藤田圭宣

### 友情出演
- 刑務官 - 関俊彦[注釈 3]
- 将棋部員 - 遊佐浩二[注釈 6]
- 教師 - てらそままさき[注釈 7]
- サッカー部長 - 鈴村健一[注釈 8]
- 婦人警官 - 秋山莉奈
- 警官 - 上野亮
- 刑務官 - 押川善文

### スーツアクター
- 仮面ライダーキバ[出典 1]、ガルル[28][26] - 高岩成二
- 仮面ライダーイクサ[29][27] - 岡元次郎、蜂須賀祐一 [注釈 9]
- 仮面ライダーアーク - 新堀和男[出典 2]、矢部敬三[出典 3]
- 仮面ライダーレイ[出典 4] - 永徳
- 神尾直子
- 今井靖彦
- 竹内康博
- 村岡弘之
- おぐらとしひろ
- 金田進一
- 伊藤教人
- 日下秀昭
- 清家利一
- 渡邉昌宏
- 佐藤賢一
- 橋本恵子
- 小野友紀
- 金子佳代
- 小島美穂
- 佐藤義夫
- 向田翼
- 五味涼子

#### ノンクレジット
- 押川善文[25]
- 中野高志[25]
- 田中宏幸[25]
- 藤井祐伍[25]
- 森村修一[25]
- 浅井宏輔[25]
- 高橋玲[25]

## スタッフ
- 原作 - 石ノ森章太郎（石森章太郎プロ）
- 脚本 - 井上敏樹
- 音楽 - 斉藤恒芳
- 製作 - 鈴木武幸（東映）、亀山慶二（テレビ朝日）、高橋浩（東映アニメーション）
- 企画 - 中曽根千治（東映）、梅澤道彦（テレビ朝日）、日達長夫（東映ビデオ）、永井秀之（アサツーディ・ケイ）、松田英史（東映エージエンシー）、竹中一博（バンダイ）
- 撮影 - いのくままさお[注釈 10]
- 照明 - 斗沢秀
- 美術 - 大嶋修一
- 録音 - 矢川祐介
- 編集 - 長田直樹
- スクリプター - たかいわれいこ
- 助監督 - 柴﨑貴行、伊藤良一
- 進行主任 - 本間隆廣、武中康裕
- 製作担当 - 富田幸弘
- 壁画 - 轟己つる（松下美術背景）
- 特殊美術金物 - 和田隆（大澤製作所）
- 絵コンテ - なかの★陽
- プロデューサー補 - 谷本萌生
- バイオリン吹替 - 村井俊朗、皆川真里奈、原田梢
- バイオリン指導 - 宮津まり子
- クリーチャーデザイン - 篠原保
- キャラクターデザイン - 早瀬マサト（石森プロ）、菊地和浩・阿部統・田野部尚伯・高木義弘（PLEX）
- 製作協力 - 東映テレビ・プロダクション
- スーパーバイザー - 小野寺章（石森プロ）
- プロデューサー - 武部直美、宇都宮孝明、大森敬仁、梶淳（テレビ朝日）
- エグゼクティブプロデューサー - 杉山登（テレビ朝日）
- 特撮監督 - 佛田洋
- アクション監督 - 竹田道弘、宮崎剛（ジャパンアクションエンタープライズ）
- 劇場版「キバ・ゴーオンジャー」製作委員会（東映、テレビ朝日、東映アニメーション、東映ビデオ、アサツーディ・ケイ、東映エージエンシー、バンダイ）
- 監督 - 田﨑竜太
- 配給 - 東映[注釈 1]

## 主題歌
「Circle of Life」
作詞 - 藤林聖子 / 作曲 - 斉藤恒芳、鳴瀬シュウヘイ / 編曲 - 鳴瀬シュウヘイ / 歌 - Crimson-FANG

## 映像ソフト化
- レジェンド・オブ・キバ 劇場版 仮面ライダーキバ 魔界城の王 メイキング（DVD1枚組、2008年7月21日発売）
  - 撮影風景のドキュメンタリー、スタッフやキャストのインタビューを収録。
- 仮面ライダーキバ&炎神戦隊ゴーオンジャー 劇場版スピンオフネットムービー（DVD1枚組、2008年12月5日発売）
  - 『仮面ライダー裏キバ 魔界城の女王』と『炎神戦隊ゴーオンジャー BONBON!BONBON!ネットでBONG!!』を収録
  - 映像特典
    - 仮面ライダー裏キバ 魔界城の女王 PR集
- 劇場版 仮面ライダーキバ 魔界城の王 通常版（DVD1枚組、2009年1月21日発売）
  - 本編：劇場公開版本編を収録
  - 映像特典
    - 予告
    - TV版「モモタロスのまっかっか城の王」第1話〜第3話
- 劇場版 仮面ライダーキバ 魔界城の王 コレクターズパック（DVD3枚組、2009年1月21日発売）
  - ディスク1：本編DVD（通常版と共通）
  - ディスク2：特典DVD1
    - 劇場版 仮面ライダーキバ 魔界城の王 メイキング「レジェンド・オブ・キバ」補完版
    - 製作発表会見
    - 完成披露試写会舞台挨拶
    - 公開初日舞台挨拶
    - TVスポット
    - Data File
    - Poster Gallery

  - ディスク3：特典DVD2
    - 空前の四夜トークバトル!! 仮面ライダーキバ 2008ナイト
    - 空前の四夜トークバトル!! 仮面ライダーキバ 1986ナイト

  - 初回限定特典
    - タツロットの“ひとこと”カード（4枚）
    - 特製スリーブケース
- 劇場版 仮面ライダーキバ 魔界城の王 Blu-ray（1枚組、2009年7月21日発売）
  - 本編：劇場公開版本編を収録
  - 映像特典
    - 劇場予告
    - TV版「モモタロスのまっかっか城の王」第1話〜第3話
- 仮面ライダーキバ 魔界城の王 ディレクターズカット版（DVD1枚組、2009年6月21日発売）
  - 本編：追加バトルシーンや、未公開エピソードを約20分追加、CG修正や再編集を施した本編を収録
  - 映像特典
    - おまけ「モモタロスのまっかっか城の王（まっきっきver.）」（本編と同時収録）
    - おまけ「モモタロスのまっかっか城の王（まっしろけver.）」
    - Poster Gallery

  - 音声特典
    - オーディオコメンタリー（監督：田﨑竜太）

  - 初回限定特典
    - CD「Web RADIO 『キバラジ』VOL.5 / VOL.6 -特別編集版-」
- 仮面ライダーキバ THE MOVIE コンプリートBlu-ray（2枚組、2018年7月11日発売）
  - ディスク1：『劇場版 仮面ライダーキバ 魔界城の王』劇場公開版Blu-ray
    - 映像特典
      - 劇場予告
      - TV版「モモタロスのまっかっか城の王」第1話〜第3話

  - ディスク2：『劇場版 仮面ライダーキバ 魔界城の王 ディレクターズカット版』&『ネット版 仮面ライダー裏キバ 魔界城の女王』Blu-ray
    - 映像特典
      - モモタロスのまっかっか城の王（まっきっきver.）
      - レジェンド・オブ・キバ 劇場版 仮面ライダーキバ 魔界城の王 メイキング
      - レジェンド・オブ・キバ 劇場版 仮面ライダーキバ 魔界城の王 メイキング 補完版
      - 製作発表会見
      - 完成披露試写会舞台挨拶
      - 公開初日舞台挨拶
      - TVスポット
      - 空前の四夜トークバトル!! 仮面ライダーキバ 2008ナイト
      - 空前の四夜トークバトル!! 仮面ライダーキバ 1986ナイト

    - 音声特典
      - 劇場版 仮面ライダーキバ 魔界城の王 ディレクターズカット版 オーディオ・コメンタリー（監督：田﨑竜太 / DVD版と共通）

  - 封入特典
    - ブックレット（8P）

## 他媒体展開

### ネット版 仮面ライダー裏キバ 魔界城の女王
2008年7月11日より、『炎神戦隊ゴーオンジャー BONBON!BONBON!ネットでBONG!!』と共に配信されたスピンオフネットムービー。第1話のみ無料配信され、2話以降は有料コンテンツとして随時配信された。夏の平成仮面ライダーシリーズ劇場版と連動した、ネット配信のスピンオフムービーの走りでもあり、以後『ネット版 仮面ライダーウィザード イン マジか!?ランド』まで恒例となった。
魔界城の女王の正体を探すキバット…とは無関係に好き勝手に過ごすメインキャラクターたちの様子が描かれており、一見すると劇場版のストーリーと並行して起こった出来事のように進行していくが、実際はほとんど関連性のないコメディ外伝となっている。同作品内に登場するジェニファーは、後に制作された『仮面ライダーキバ アドベンチャーバトルDVD 〜キミもキバになろう〜』でも再登場を果たしている。
有料配信の終了後では、YouTubeの「東映特撮 YouTube Official」にて2011年8月から2014年8月まで、2016年8月2日から8月23日まで、2018年8月21日から9月11日までの3回にわたって、全5話が無料配信された。
ニコニコ動画の「東映特撮ニコニコおふぃしゃる」では2012年6月10日から29日にかけて期間限定で無料配信が行われた（後に有料配信に移行）。
キャスト
- 紅渡 - 瀬戸康史（1,2,4,5）
- 紅音也 - 武田航平（1,3,4,5）
- 名護啓介 - 加藤慶祐（2,3,5）
- 麻生恵 - 柳沢なな（1,3,4）
- 麻生ゆり - 高橋優（1,4）
- 襟立健吾 - 熊井幸平（1）
- 野村静香 - 小池里奈（5）
- 次狼 - 松田賢二（1,2,5）
- ラモン - 小越勇輝（1,2）
- 力 - 滝川英治（1,2）
- 白峰天斗 - 山本匠馬（1 - 4）

声の出演
- キバット - 杉田智和

スーツアクター
- 仮面ライダーキバ - 高岩成二（1,5）
- ドッガ（2）、仮面ライダーレイ（4） - 永徳

スタッフ
- 脚本 - 石橋大助
- 音楽 - 斉藤恒芳
- アクション監督 - 宮崎剛
- 監督 - 柴﨑貴行

サブタイトル
1. 紅渡の裏の顔?!（2008年7月11日配信）
2. キャッスルドランで裏バトル?!（7月25日配信）
3. 名護啓介の裏の顔?!（8月1日配信）
4. カフェ・音也・ダムール♥（8月8日配信）
5. 女王降臨!（8月15日配信）

### テレビシリーズ
『仮面ライダーディケイド』
仮面ライダーレイが登場。
『仮面ライダージオウ』
EP44からEP46に仮面ライダーレイが登場。

### 他映画
『仮面ライダー×仮面ライダー×仮面ライダー THE MOVIE 超・電王トリロジー EPISODE YELLOW お宝DEエンド・パイレーツ』（2010年6月19日公開）
『仮面ライダー電王』と『仮面ライダーディケイド』のクロスオーバー作品。仮面ライダーアークが登場。
『仮面ライダー×スーパー戦隊 スーパーヒーロー大戦』（2012年4月21日公開）
仮面ライダーシリーズとスーパー戦隊シリーズのクロスオーバー作品。メデューサレジェンドルガが登場。

### 漫画
雑誌「テレまんがヒーローズVol.2」（講談社刊）にて掲載。作画は藤沢真行が担当。

### インターネットラジオ
パーソナリティをキバットバットIII世役の杉田智和が担当し、公式サイト内で「Webラジオ『キバラジ』」が2008年8月1日から9月12日にかけて隔週で全4回無料で配信された。

## ネット配信
- 東映特撮YouTube Official

2019年8月18日 - 9月17日